# Sport prototipo

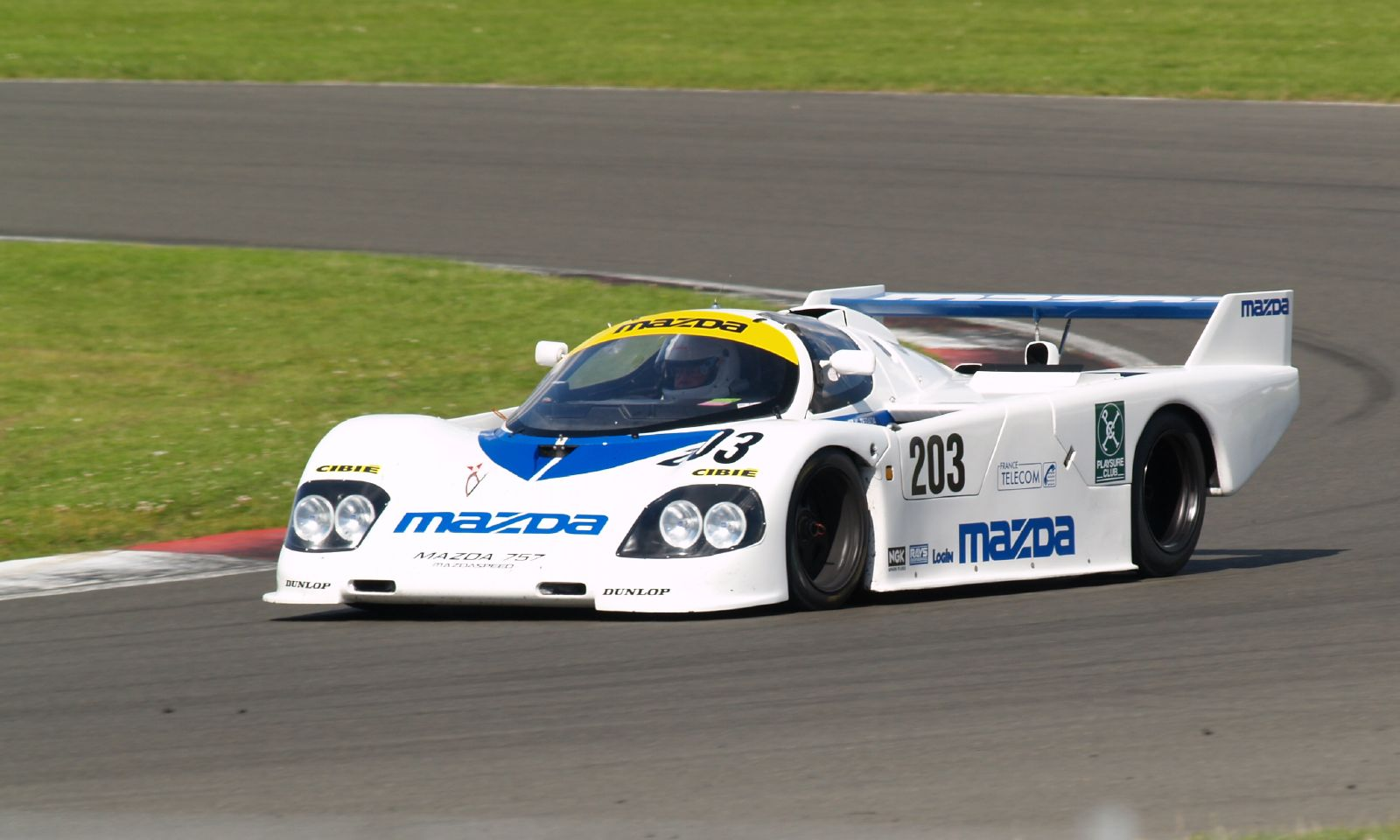
Mazda 757, diseño del tipo GTP.

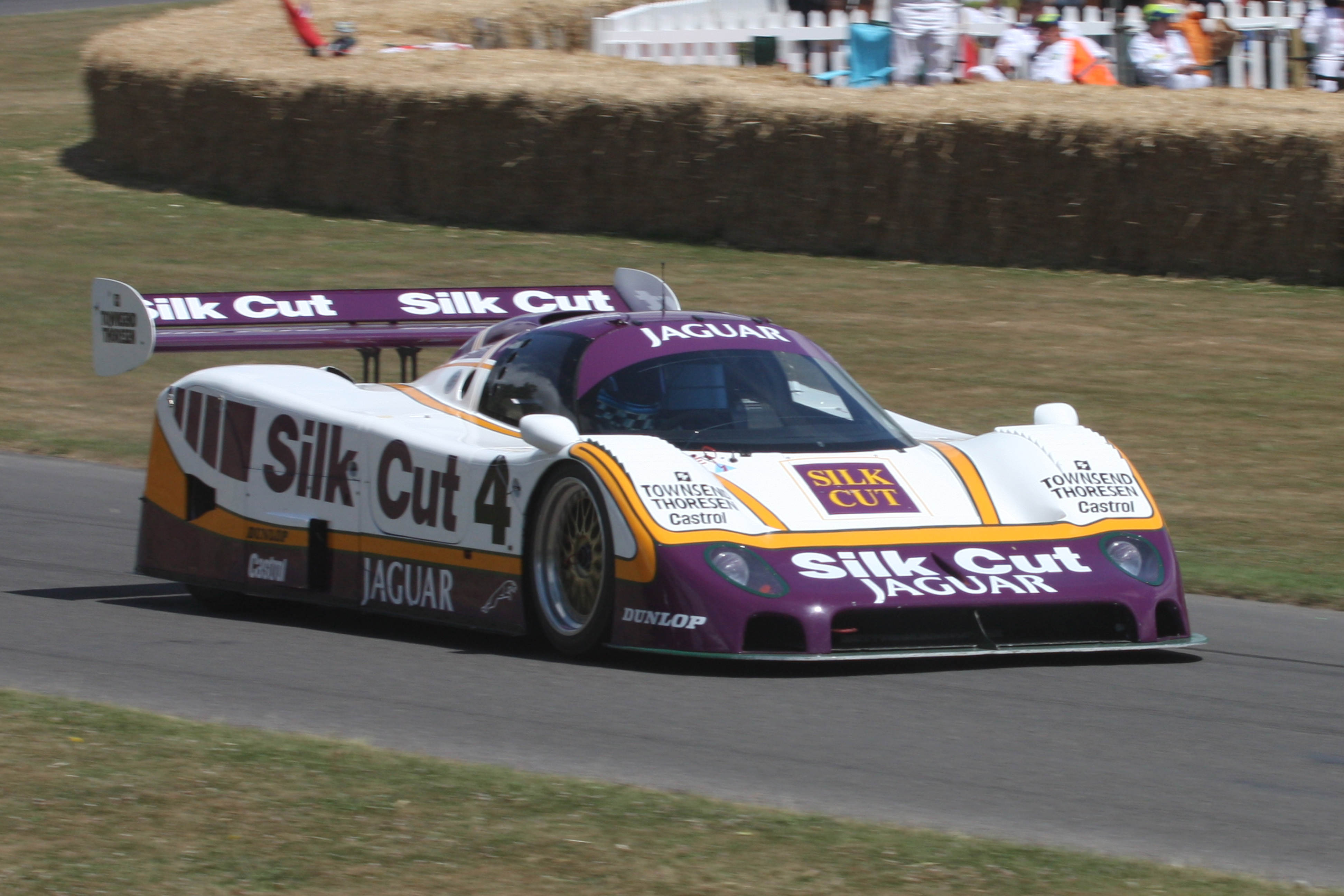
El Jaguar XJR-8, Grupo C, produjo más de 700 caballos de fuerza.

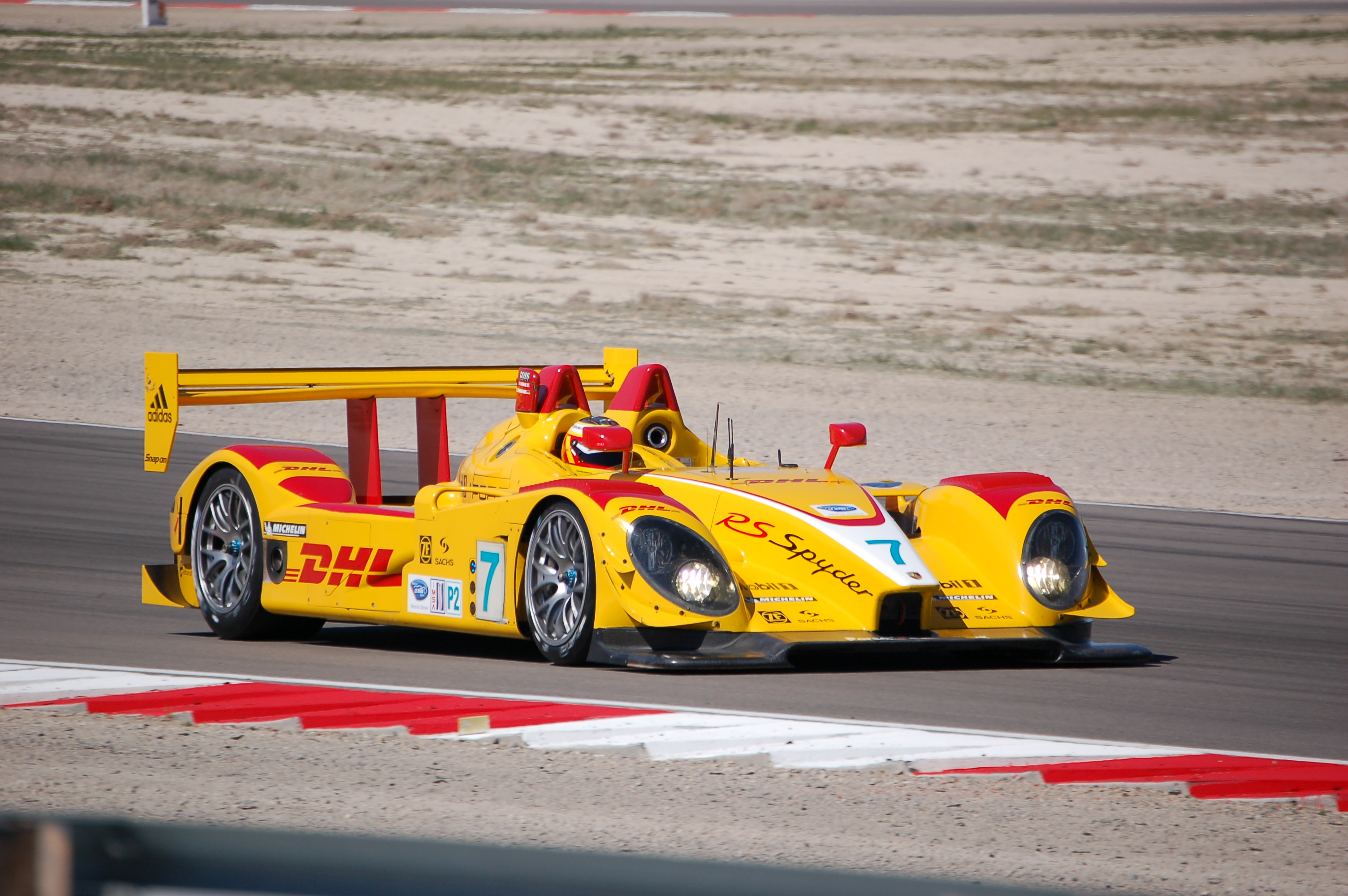
Porsche RS Spyder de la clase LMP2, de la American le Mans Series.

Un sport prototipo es un automóvil de carreras especialmente desarrollado para carreras de automovilismo de velocidad, los más populares hoy en día son los prototipos de resistencia. A diferencia de un monoplaza como un Fórmula 1, tiene dos plazas, ruedas carenadas, una mayor libertad de diseño de motores y algunos poseen tracción a las cuatro ruedas. Existen modelos con y sin techo, conocidos respectivamente como cupés y barchettas.
En la actualidad los sport prototipos más populares son los Le Mans Prototype o LMP y los Daytona Prototype o DPI, su concepto general es el mismo solo que los LMP son más eficientes y veloces pero mucho más costosos y complejos en comparación a los DPI que están más orientados a los equipos privados o constructores que no disponen de un gran presupuesto 
La Federación Internacional del Automóvil y el Automobile Club de l'Ouest son los organismos que han elaborado los reglamentos de sport prototipos más reconocidos, por ejemplo Grupo C y Grupo 6. Los sport prototipos que compiten en carreras de resistencia suelen hacerlo junto con gran turismos, entre ellas las 24 Horas de Le Mans, las American Le Mans Series las 24 Horas de Daytona y las 12 Horas de Sebring. También existen campeonatos específicos para sport prototipos, con carreras de distinta duración.

## Reglamentos de sport prototipos

### Antiguos
- Grupo C, posteriormente renombrado como Prototipos de Gran Turismo o GTP para el Campeonato IMSA GT hasta 1992.
- Grupo 5,  era una homologación de la Federación Internacional del Automóvil (FIA) para las competiciones de automovilismo. Aunque originalmente estaba limitada a automóviles deportivos de producción, la clasificación fue redefinida en 1972 para excluir cualquier mínimo de producción. Fue modificada nuevamente en 1976, para ser una Fórmula ejemplo basada en vehículos de producción homologados en los Grupos 1 al 4. En esta última presentación, el Grupo 5 fue asociado con vehículos de grandes carrocerías y gran potencia.
- Grupo 6 fue la designación oficial aplicada por la FIA a los automóviles del Campeonato Mundial de Sport Prototipos, primero para la categoría de Sport Prototipos desde 1966 hasta 1971 y luego la clase de biplazas entre 1976 y 1982.
- World Sports Car, o WSC, fue un reglamento de sport prototipos específicamente utilizado en Estados Unidos en el Campeonato IMSA GT como reemplazo a los automóviles del Grupo C. Se utilizó entre 1993 y 1998, y era esencialmente una variante americana del LMP.

### Actuales
- Le Mans Prototype, abreviado LMP, es el reglamento que el Automobile Club de L'Ouest ha aplicado en las 24 Horas de Le Mans, la Le Mans Series, la American Le Mans Series, la Asian Le Mans Series y la Copa Intercontinental Le Mans.
- Daytona Prototype, utilizados solamente en Estados Unidos en la Grand-Am Rolex Sports Car Series. Surgieron en 2004 como sustituto más económico respecto a los reglamentos que la FIA había establecido hace años en otras categorías.
- Coche Prototipo DeltaWing, Nuevo coche diseñado originalmente para carreras monoplaza, como sustituto del coche Dallara Estándar de la IndyCar, y que finalmente perdió el concurso frente al nuevo diseño de Dallara, este coche diseñado por Ben Bowlby rediseñado para competir como coche prototipo ha sido utilizado en Le Mans en 2012 como coche demostración y con miras a cometir desde 2013 en la última temporada de la American Le Mans Series antes de su inclusión definitiva en la nueva serie United SportsCar Racing en la que debutará como un nuevo concepto de coche prototipo del futuro, diseñado para reducir la resistencia aerodinámica de una manera espectacular, para permitir una velocidad ligeramente más rápida en las rectas y las curvas.[1]

### Sport Prototipo en otros países
- En Argentina durante la década del '60 y hasta mediados de los '70, el Turismo Carretera estableció un reglamento especial, por el cual se fomentaba la construcción de vehículos convencionales basados en el chasis y la mecánica de automóviles de producción. Estos prototipos poco a poco pasarían a dominar el panorama en la categoría, hasta que en el año 1970 se dispuso finalmente la creación de la categoría Sport Prototipo Argentino, la cual desarrolló campeonatos desde ese año hasta 1975. Años más tarde, el Automóvil Club Argentino reflotaría esta categoría la cual nuevamente terminaría desapareciendo en 2003. En paralelo a ello, un grupo de pilotos fundaría en el año 2000 una categoría regenteada por la Asociación Corredores de Turismo Carretera, a la cual dieron en llamar como GT 2000 y tal como su nombre lo indica, esta reservada a prototipos equipados con impulsores de 2000 cc.
- En México existía un campeonato de Sports prototipos llamado "Prototipos México", el cual era monomarca ya que usaban el modelo Tame-Nissan TA-120, un Sport Prototipo basado en el R88C y se planea que regrese en este campeonato para 2021, junto con la Supercopa Telcel, pero Chevrolet se encargaria de los nuevos prototipos.

## Campeonatos de sport prototipos
- Campeonato IMSA GT
- Campeonato Japonés de Sport Prototipos
- Campeonato Mundial de Sport Prototipos
- Campeonato Mundial de Resistencia de la FIA
- Campeonato de la FIA de Sport Prototipos
- American Le Mans Series
- Asian Le Mans Series
- Copa Intercontinental Le Mans
- Le Mans Series
- Rolex Sports Car Series
- Sport Prototipo Argentino